# Округ Кофи (Џорџија)
Округ Кофи (енгл. Coffee County) је округ у америчкој савезној држави Џорџија.

## Демографија
По попису из 2010. године број становника је 42.356, што је 4.943 (13,2%) становника више него 2000. године.
| Група             | 2000.          | 2010.          |
| Белци             | 24.701 (66,0%) | 25.907 (61,2%) |
| Афроамериканци    | 9.684 (25,9%)  | 11.283 (26,6%) |
| Азијати           | 210 (0,6%)     | 303 (0,7%)     |
| Хиспаноамериканци | 2.550 (6,8%)   | 4.352 (10,3%)  |
| Укупно            | 37.413         | 42.356         |